# Kathleen Ferrier
Kathleen Ferrier, född 22 april 1912 i Higher Walton i Lancashire, död 8 oktober 1953 i London, var en brittisk konsert- och operasångerska (alt).
Ferrier var en framstående amatör redan i tonåren men först efter att ha vunnit en sångtävling i början av 1940-talet satsade hon professionellt på en sångkarriär. Efter konserter i norra England och turnéer spred sig ryktet om henne snabbt och från 1945 också utanför Storbritannien. Ferrier utgick från en repertoar av kyrkomusik (oratorier, till exempel Händel, Mendelssohn och Bach) och folksånger, men kom också att göra några operaroller till exempel Brittens The Rape of Lucretia, och framför allt klassiska inspelningar av Mahlers Das Lied von der Erde och Kindertotenlieder med Wienerfilharmonikerna och Bruno Walter.
Hennes karriär avbröts i förtid av bröstcancer.
Ferrier har en krater på Venus uppkallad efter sig.